# Ropica carinipennis
Ropica carinipennis är en skalbaggsart som beskrevs av Stefan von Breuning 1954. Ropica carinipennis ingår i släktet Ropica och familjen långhorningar.
Artens utbredningsområde är Kenya. Inga underarter finns listade i Catalogue of Life.